# ラブライブ! スクールアイドルフェスティバル
- ラブライブ!シリーズ
  - ラブライブ! > ラブライブ! スクールアイドルフェスティバル
  - ラブライブ!サンシャイン!! > ラブライブ! スクールアイドルフェスティバル
  - ラブライブ!虹ヶ咲学園スクールアイドル同好会 > ラブライブ! スクールアイドルフェスティバル
  - ラブライブ!スーパースター!! > ラブライブ! スクールアイドルフェスティバル

『ラブライブ！ スクールアイドルフェスティバル』（LoveLive! School idol festival、略称：スクフェス）は、ブシロードのスマートフォン向けアプリケーションゲームブランド「ブシモ」よりかつて配信されていたスマートフォンアプリの1つ。ジャンルはリズム&アドベンチャー。開発者はKLab。
本記事では、続編として2023年4月15日より配信されていた『ラブライブ！スクールアイドルフェスティバル2 MIRACLE LIVE!』（ラブライブ！スクールアイドルフェスティバルツー ミラクルライブ！、略称：スクフェス2）についても記述する。
以下、単に「1」と表記した場合は『スクフェス』を、「2」と表記した場合は『スクフェス2』を指す。

## 概要
オールメディアプロジェクト「ラブライブ!シリーズ」の一端を担う作品。同シリーズの『ラブライブ!』の主人公グループ・μ's（ミューズ）と、同じく『ラブライブ!サンシャイン!!』の主人公グループ・Aqours（アクア）に協力することがゲームの目的である。テレビアニメ版の視聴者が画面の外からμ'sとAqoursの活躍を見守る立場であったのに対し、本作品のプレイヤーは同じ生徒の1人として接することができる。劇中での「ラブライブ! スクールアイドルフェスティバル」とは、スクールアイドルを対象としたフェス形式のコンサートイベントを指す。
『無印』テレビアニメ第1期終了直後に配信開始した本作品は好調な出だしを遂げた。開発者であるKLabはこのヒットが一因となって2013年5月度単月で営業利益（速報値）が黒字化しており、本作品は2013年における同社の主力商品となった。
『拡散性ミリオンアーサー』のプロデューサー・岩野弘明は2013年9月公表のインタビューにおいて、エンターテインメントコンテンツではキャラクター性の強さが最も重要な要素だと語っており、その点で本作品は『艦隊これくしょん -艦これ-』と並んで「輝いている」と評してライバル視した。
オリコン顧客満足度ランキングによると、スマートフォン向けソーシャルゲーム部門で、2年連続で男女共に総合満足度1位を獲得し、世界的に席巻した『アナと雪の女王』をも上回った。2015年秋のオリコン顧客満足度ランキング発表時には、1位の当ゲームに加え、7位の『AKB48グループ ついに公式音ゲーでました。』や、9位の『アイドルマスター シンデレラガールズ スターライトステージ』と共に、「アプリもアイドル戦国時代」と評された。
Aqoursや虹ヶ咲学園スクールアイドル同好会の一部キャストは、本ゲームをプレイしたことから『ラブライブ!（シリーズ）』を知ったという。また、本作および本作の派生作品は、『ラブライブ!シリーズ』に含まれているが、一方で『無印』『サンシャイン!!』と違い、『電撃G's magazine』が制作に関わっていないため、同誌のオリジナル作品としては扱われていない。

### 概要（スクフェス2）
2023年3月31日にサービス終了となった『1』の後継作品。『1』から引き継げるデータは獲得した部員の画像のみ。『スクスタ』が2023年6月30日にサービス終了となってからは、唯一のスクフェスシリーズ作品となったが、2024年3月31日にサービスを終了した。
リズムゲームパートの基本的な構造はそのままに、μ's・Aqoursに加え、『1』ではサブ的な扱いであった虹ヶ咲学園スクールアイドル同好会・Liella!（3期生は2023年12月15日に実装）を加えた4グループが主軸となり、各グループごとに独立したストーリーが描かれる。『1』で登場したA-RISE、Saint Snow、転入生、『1』に登場しなかったLiella!のライバルグループ・Sunny Passionはプレイアブルキャラクターとしてもストーリーキャラクターとしても登場しないが、テレビアニメ版『ニジガク』の主人公・高咲侑は非プレイアブルキャラクターとして虹ヶ咲のストーリーに登場する。プレイヤーは、スクールアイドルの取材をしている他校の新聞部員として、各スクールアイドルと交流を深めていく。

## 派生作品
ラブライブ!　スクールアイドルコレクション
トレーディングカードゲーム。2016年3月18日より発売。
ラブライブ！スクールアイドルフェスティバル ～after school ACTIVITY～
アーケードゲーム。2016年12月6日から2018年12月5日まで稼働。
ラブライブ！スクールアイドルフェスティバル ～after school ACTIVITY～ Next Stage
上記アーケードゲームにAqoursの要素を追加した後継版。2018年12月6日から2021年10月1日まで稼働。
ラブライブ！スクールアイドルフェスティバル ～after school ACTIVITY～ わいわい！Home Meeting!!
上記アーゲードゲームをベースに制作されたPlayStation 4版。2021年3月24日よりダウンロード専売を開始。
ラブライブ! スクールアイドルフェスティバル ALL STARS
スマートフォン向けアプリケーションゲーム。2019年9月26日から2023年6月30日まで配信。
ラブライブ！スクールアイドルフェスティバル2 MIRACLE LIVE!
スマートフォン向けアプリケーションゲーム。2023年4月15日から2024年3月31日まで配信。ジャンルはリズムアクション&アドベンチャー。

## 歴史
- 2013年
  - 4月15日、iOS版が配信開始。
  - 5月3日、初のアイコンコレクション（通称：マカロンイベント）が開催。
  - 6月6日、Android版が配信開始、Android 4.0以降に対応。
  - 6月、ユーザー数50万人突破[12]。
  - 7月5日、Android 2.3以降の一部端末に対応。
  - 9月24日、ユーザー数100万人突破[13]。
  - 10月、100万人突破記念大型アップデート。
    - メインストーリーのキャラクターイラストを刷新。高坂雪穂と絢瀬亜里沙の登場。
    - 新イベント「スコアマッチ」導入。
    - クリスマスカードに登場するキャラクターを決める投票イベント実施。

  - 12月13 - 14日、「ラブライブ! スクールアイドルフェスティバル ハイスコアチャレンジ in 秋葉原」開催[13]。
- 2014年
  - 1月24日、ヴァイスシュヴァルツブースターパック『ラブライブ!  feat.スクールアイドルフェスティバル』発売。
  - 1月29日、本作品向けオリジナル楽曲を収録したCD「タカラモノズ/Paradise Live」発売。
  - 2月24日、ユーザー数200万人突破[14]。
  - 5月12日、英語版を日本・中国・台湾・香港・マカオ・韓国以外の全世界へリリース。
  - 5月15日、投票イベント「サマーガール決定戦」「転入生総選挙」集計結果発表。
  - 5月23日、香港・マカオ・台湾向けに繁体字版のAndroid版をリリース。ユーザー数300万人突破[14]。
  - 6月5日、繁体字版のiOS版をリリース。
  - 6月12日、簡体字版のiOS版をリリース。
  - 6月26日、韓国語版のAndroid版をリリース。
  - 7月3日、韓国語版のiOS版をリリース。
  - 7月31日、300万人突破記念大型アップデート第1弾。補助チケットを必要とする勧誘、特技アップサポートメンバーを追加。
  - 8月8日、国内ユーザー数400万人突破[15]。
  - 10月5日、国内ユーザー数500万人突破[16]。
  - 12月4日、国内ユーザー数600万人突破。
  - 12月5日、新イベント「メドレーフェスティバル」導入。
  - 12月8日、全世界のユーザー数1000万人突破。
- 2015年
  - 1月19日、国内ユーザー数700万人突破。
  - 2月25日、国内ユーザー数800万人突破。
  - 4月22日、国内ユーザー数900万人突破。
  - 5月30日、全世界のユーザー数1500万人突破。
  - 6月2日、国内ユーザー数1000万人突破。
  - 6月6・7日、初の単独リアルイベント「スクフェス感謝祭2015」を東京池袋のサンシャインシティにて開催。
  - 7月13日、国内ユーザー数1100万人突破。
  - 8月4日、大型アップデート実施。
    - ホーム画面の変更
    - 新システム「課題」の追加。これまでも覚醒済の部員を一定数集めると報酬がもらえるなどの機能があったが、それを発展させた形となる。
    - 新システム「称号」の追加。プロフィールの要素として、称号を設定できるようになった。
    - 新システム「背景変更」の追加。ホーム画面の変更に伴い、ホームの背景画像を複数パターン（ストーリーで背景に使用しているものなど）に変更することができる。
    - 新システム「シールSHOP」の追加。R以上の部員を転部させたり練習相手にして消滅させるとシールが入手でき、部員やアイテムに引き換えられる。

  - 9月6日、国内ユーザー数1200万人突破。
  - 9月14日、全世界ユーザー数2000万人突破。
  - 11月1日、国内ユーザー数1300万人突破。
- 2016年
  - 1月18日、国内ユーザー数1400万人突破。
  - 3月5日、新イベント「チャレンジフェスティバル」導入。
  - 3月9日、全世界ユーザー数2500万人突破。
  - 3月18日、トレーディングカードゲーム化作品「ラブライブ!　スクールアイドルコレクション」が発売。
  - 3月19日、国内ユーザー数1500万人突破。
  - 5月17日、国内ユーザー数1600万人突破。
  - 5月21・22日、リアルイベント「スクフェス感謝祭2016」を東京池袋のサンシャインシティにて開催。
  - 7月5日、大型アップデート実施。
    - Aqours本格参戦開始、またこれに伴い、これまでのμ’sモードと新しいAqoursモードを切り替えられるようになった。
      - Aqoursモードは、μ’sモードでのRank制を改め、課題達成でストーリーが進行する。

    - 新レアリティSSR登場、またレアリティデザイン一新。
    - 特待生勧誘・イベント・楽曲追加は、μ’sとAqoursが交互に実施される。
    - EXPERT楽曲を通常楽曲に移行し、代わりの特別楽曲として、上位難易度のMASTERを新設。なお、1曲を除き「超難関」を冠していた日替わりEXPERT楽曲において「超難関」の称号が無くなり、ジャケ画周囲の辛口マークもなくなっている（レベル11のランダムも同様）。
    - 新機能「スクールアイドルスキル」の追加。部員のステータスや特技を強化することができるようになった。
    - 一定枚数のシールを利用しての覚醒が可能になった。
    - アプリアイコンが、μ'sの高坂穂乃果デザインのものから、Aqoursの高海千歌デザインに変更。
    - なお、この大型アップデートが、iOSセールスランキングで初めて1位を獲得し、ユーザーアクセス数が過去最高を記録し、大成功・大好評となったことを記念して、ラブカストーンが各ユーザーへ50個配布された。

  - 7月27日、国内ユーザー数1700万人突破。
  - 9月10日、全世界ユーザー数3000万人突破。
  - 9月30日、国内ユーザー数1800万人突破。
  - 10月15日、μ'sのメインストーリー最終話を実装。
  - 12月6日、アーケードゲーム化作品『ラブライブ! スクールアイドルフェスティバル 〜after school ACTIVITY〜』稼働開始。
  - 12月25日、国内ユーザー数1900万人突破。
- 2017年
  - 3月20日、国内ユーザー数2000万人突破[17]。
  - 3月30日、4周年記念プロジェクト「PERFECT DREAM PROJECT」のティザーサイトがオープン。
  - 4月5日、新イベント「おさんぽラリー」導入。
  - 6月8日、国内ユーザー数2100万人突破[18]。
  - 6月10・11日、リアルイベント「スクフェス感謝祭2017」を前年と同じく東京池袋のサンシャインシティにて開催。
  - 7月15日、「これから」配信により、μ'sの楽曲は全て配信完了[19]。
  - 7月19日、バージョン5.1へのアップデート実施。これを以て対応環境がiOS 7.0以降からiOS 8.0以降に変更。
  - 7月20日、新イベント「なかよしマッチ」導入。
  - 9月4日、「スクフェスID」導入。
  - 9月12日、全世界ユーザー数4000万人突破[20]。
  - 10月3日、「通算ログインボーナス」導入。
  - 11月16日、国内ユーザー数2200万人突破[21]。
- 2018年
  - 5 - 8月、リアルイベント「スクフェス感謝祭2018」を大阪・沼津・東京の3都市にて開催[22]。
  - 11月28 - 30日、虹ヶ咲学園スクールアイドル同好会による、電撃オンライン・ファミ通App・スクフェス公式サイトにおける媒体活動（漫画連載を含む）を休止。
- 2019年
  - 6月15日、Aqoursのメインストーリー最終話を実装。
  - 9月5日、国内ユーザー数2500万人突破[23]。
  - 9月20 - 30日、『Shadowverse』とのコラボイベントを実施。
  - 9月21・22日、リアルイベント「スクフェス感謝祭2019」を東京・ベルサール秋葉原にて開催[24]。
  - 9月26日、姉妹アプリとなる「ラブライブ！スクールアイドルフェスティバル ALL STARS」の配信開始。
  - 11月22日、イベント「リズミックカーニバル」の毎週開催化、新要素「ポイント」の追加。
- 2020年
  - 4月1日、『パワーパフ　ガールズ』とのコラボを実施。
  - 4月11・12日、リアルイベント「スクフェスシリーズ感謝祭2020」を東京・池袋サンシャインシティにて開催予定だったが、新型コロナウイルス感染拡大を懸念し開催中止。
  - 10月30日、全世界ユーザー数5000万人突破を発表[25]。
  - 10月31日 - 11月21日、オンラインイベント「スクフェスシリーズ感謝祭2020〜ONLINE〜」を開催[26]。
  - 10月31日、新イベント「ライブ♪アリーナ」導入。
- 2021年
  - 3月17日、バージョン9.0へのアップデートを実施。μ'sモード、Aqoursモードの切り替え機能が廃止された。
  - 4月1 - 5日、『クレヨンしんちゃん』とのコラボイベントを実施。
  - 9月24 - 26日、リアルイベント「スクフェスシリーズ感謝祭2021」を東京・サイエンスホールにて開催[27]。
  - 10月15日、新イベント「セットリスト」導入。
  - 10月31日 - 11月25日、『ペルソナシリーズ』とのコラボイベントを実施。
  - 11月29日、全世界ユーザー数5200万人突破を発表[28]。
- 2022年
  - 4月1 - 25日、『コードギアス』とのコラボイベントを実施。
  - 4月15日、配信から9周年を迎えた。
  - 9月24 - 25日、リアルイベント「スクフェスシリーズ感謝祭2022」を東京・ベルサール秋葉原にて開催[29]。閉会式ステージにてスクフェスシリーズ最新作『ラブライブ！スクールアイドルフェスティバル2 MIRACLE LIVE!』の制作決定を発表[30]。
  - 10月31日、全世界ユーザー数5300万人突破を発表[31]。
- 2023年
  - 1月31日、16時をもって有償アイテムの販売を終了。併せて『スクフェス2』への移行準備のため、同年3月31日16時をもって『スクフェス』のサービスが終了することを発表[32]。
  - 2月2日、『スクフェス2』初となる生放送を実施。リリース時期が2023年春であると発表された[11]。
  - 3月31日、16時をもって『スクフェス』のサービスを終了[33]。
  - 4月15日、『スクフェス2』配信開始[34]。
  - 6月24 - 25日、リアルイベント「スクフェスシリーズ感謝祭2023」を東京・ベルサール秋葉原にて開催[35]。
  - 6月30日、姉妹アプリである「ラブライブ！スクールアイドルフェスティバル ALLSTARS」のサービスを終了。また同日「スクフェスID」のサービスを終了した。
- 2024年
  - 1月25日、15時をもって有償アイテムの販売を終了し、『スクフェス2』のサービスが終了することを発表[36]。また、同日『スクフェス2』グローバル版の事前登録を開始[37]。
  - 2月1日、『スクフェス2』グローバル版のサービスを開始予定[38]。
  - 3月31日、15時をもって『スクフェス2』日本版のサービスを終了[39]。
  - 5月31日15時、『スクフェス2』グローバル版のサービスを終了予定[38]。

## ゲーム内容
基本無料のアイテム課金制。ゲームの内容は、ライブ・ストーリー・部員・練習・勧誘の5つに大別される。リズムアクションを楽しむライブパートをクリアするごとに、ストーリーパートで読めるシナリオが開放されていく「1」ではストーリーが進むとライブで遊べる曲が追加されていったが、「2」ではゲームを始めた当初から一部を除く大多数の楽曲が無条件でプレイ可能となっている。
プレイヤーのステータスは以下の通り。
Rank.
プレイヤーのランク。EXPをためることで上昇し、その度にLPが全回復する。ランクが一定に達するとLPの最大値や友達の人数の上限が増加するほか、「1」ではμ's版のメインストーリーの新章（メインストーリーが全て解放された後は楽曲）が解禁される。
EXP
ライブを行うことで加算されていく経験値。曲の難度が高いほど多くの経験値が得られる。
LP
ライブを行うときに消費するポイント。曲の難度が高いほど、多くのLPが必要となる。時間の経過とともに回復する。若しくはラブカを20個使う、ランクを上げる、LP回復アイテムを使用して回復することもできる。
G
部員のレッスン、覚醒、メドレーフェスティバルやチャレンジフェスティバルのアレンジを行うときに消費するポイント。ライブの成功やストーリーの読了時、部員の転部などで入手できる。メドレーフェスティバル、チャレンジフェスティバルのアレンジによっては大量に消費することもある。
ラブカストーン
「1」における課金アイテム。イベントの報酬や各キャラのサイドストーリーなどでも入手できる。LPの全回復、失敗したライブのコンティニュー、特待生の勧誘に使用する。
ラブカ
「2」における課金アイテム。イベントの報酬や楽曲を最初にクリアしたときなどでも入手できる。LPの回復、失敗したライブのコンティニュー、アイテム勧誘を除く勧誘に使用する。
友情pt
一般生勧誘を行うときに消費するポイント。ゲストを招いてライブを行うと5pt、その相手が友達だった場合は10pt入手できる。1人のゲストで得られる友情ptは1日1回のみ。「2」では廃止されている。
友達
協力関係にある他のプレイヤーのこと。登録した相手はライブのゲストに招きやすくなるほか、プレイ状況が報告されるようになる。
ゲーム内でプレイヤー同士が通信できるメールのやり取りを行う場合は、友達登録は必須ではない。ただし友達は情報を閲覧することが容易なため、メールを送りやすく、メリットがある。

### ライブ
本作品のメインモードとなるリズムゲームパート。
まず事前に、9人の部員でユニットを編成しておく（制限は特になく、μ's・Aqours・虹ヶ咲・Liella!の各メンバー・転入生の混成や、キャラクターの重複（「2」では同一カードの編成不可）、μ'sメンバーのみのユニットでのAqours楽曲プレイなど、自由に編成可能）。楽曲が開始するとリズムアイコンが流れだし、部員アイコンへと移動していく。2つのアイコンが重なった瞬間に画面をタッチすれば成功となり、タイミングのよさ（PERFECT, GREAT, GOOD, BAD, MISSの5段階）に応じてスコアが上昇する。 BAD以下の場合は体力が減少し、これが尽きるとゲームオーバー。スターアイコンだと、GOODでも体力が減り、BAD以下の体力減少が倍となる。PERFECTまたはGREATの判定を連続で出し続けていればコンボがカウントされていき、最終的にGOOD以下の判定を一度も出さなければフルコンボとなる。また、全てPERFECTを出せば、リザルト画面のうでまえチェックにて「ALL PERFECT」と表示される。
各楽曲にはスマイル・ピュア・クールの3属性があり、ユニットに参加している部員の属性と合致していればスコアが上昇しやすい。プレイできる楽曲はいずれも『ラブライブ! 』の企画を通じて発表されてきたものであり、ストーリーを読み進めることで追加されていく。また、ストーリーの進行には特定の楽曲をプレイしておく必要がある。
プレイ時には他プレイヤーを1人ゲストに招くことができ、相手のユニットのセンタースキルを使用できる。友達に登録されたプレイヤーはゲスト選択リストに登場しやすくなる。
通常のライブのほかに、プレイヤー同士で獲得ポイント数や楽曲スコアを競い合うイベントがたびたび開催される。

### イベント
ゲームでは通常のプレイとは別に複数のイベントが開催されている。

#### 『スクフェス』におけるイベント
フェスティバルイベント
2022年6月までと2023年1月から3月前半までは毎月5日から15日までの期間はμ’s、20日から末日まではAqoursのフェスティバルイベントが開催されていた。2022年7月から12月までは毎月5日から15日までの期間（μ'sとAqoursがそれぞれ隔月）開催されていた。
おさんぽラリー
2017年4月に初回が開催された。オリジナルストーリーが展開される。2019年11月前半が最後の開催となった。

なかよしマッチ
2017年7月に初回が開催された。
4人で協力して楽曲ミッションを達成していくイベント。楽曲ミッションには4人の合計スコアによるものと合計PERFECT数によるものがある。楽曲ミッションの達成度・貢献度に応じて獲得ポイントが変動する。
イベント期間中は「みんなの目標」が設定され、目標達成に応じて達成報酬が貰える。
チャレンジフェスティバル
最大5曲まで連続してプレイし、1曲クリアごとに報酬が出る。失敗すると報酬が無駄になってしまうため、より良い報酬を目指すか、諦めてその時点の報酬を得るか、引き際が重要となるイベント。LPが足りなくなった場合は、休憩するか、ラブカストーンなどを使ってLPを回復し、プレイを続けることもできる。

スコアマッチ
4人でスコアを競う。プレイ難易度・順位・クリアランクによって獲得ポイントが変動する。
アイコンコレクション
通常ライブで指定アイコンを得て、課題曲をプレイしてポイントを稼ぐイベント。難易度・最大コンボ数・クリアランクによって獲得ポイントが変動する。
イベント終盤になると、獲得G倍増ライブを実施できる。かつては消費アイコン・獲得ポイント4倍曲がプレイできるようになっていたが、消費LP倍増機能が実装されたため、廃止された。
「マカロンイベント」の通称もあるが、これは第1回アイコンコレクションのアイコンがマカロンだったことに由来する。
メドレーフェスティバル
ランダムで選ばれた1 - 3曲をプレイして、ポイントを稼ぐイベント。Gを消費してアレンジを選ぶことができる。また、プレイ終了後追加で1曲プレイすることができる「アンコールライブ」が発生することがある。
曲をプレイする際、ランダムで応援に駆けつけてくれることもある。ライブクリア後、金・銀報酬だとレアアイテムが出現する可能性がある。
リズミックカーニバル
2022年12月30日よりサービス終了まで常設化。2019年11月から2022年12月までは定期イベントであり、毎週金曜〜翌週月曜にかけプレイできた。最大100人同時接続で協力し目標スコアを達成していくライブ。プレイすることで「ポイント」をはじめとする報酬を獲得することができ、獲得した「ポイント」は様々なアイテムと交換することができる。
ライブ♪アリーナ
2020年10月に実装。毎月末から翌月25日まで開催されるライブセッション・スペシャルセッション・ドリームセッションと常時プレイ可能なプライベートセッションに大別される。コラボイベント開催の場合、開催期間が変動することがある。
ライブセッション
ライバルたちと挑戦するセッション。ライブクリア時にセッション成功・失敗に応じ「テンションゲージ」が上昇する。結果に応じ「アイコン切手」が獲得でき、交換所でアイテムに交換可能。
スペシャルセッション
「テンションゲージ」がMAXになることで挑戦できるセッション。目標スコア達成でセッション成功となる。
ドリームセッション
スペシャルセッションのクラスが「エキスパート」以上になると特別な部員が登場することがある。このセッションに成功するとたくさんの切手アイコンを獲得できる。他のセッションとは違い時間制限がある。
プライベートセッション
うでまえデータのID（うでまえID）を用いて他プレイヤーのうでまえデータに挑戦できる。報酬はない。
セットリストイベント
2021年10月に初開催。決められたセットリストの楽曲を1曲ずつ順番にプレイするイベントで、不定期に実施されている。2022年7月から12月までは毎月20日から末日までの期間で定期開催されていた。ライブをクリアすることで「ライブスタンプ」が手に入り、ライブスタンプを一定数以上手に入れると「BOXくじ」を引くことができる。BOXくじはあらかじめ決められた報酬が100個入っており、その中に1つ「注目の報酬」が設定されている。注目の報酬を引くとリセットができ新たなBOXでくじを引くことができる。また、ライブエモーションptも獲得でき、一定以上獲得するとアンコール楽曲が解放されるほか、セットリストを全てクリアすることで到達RANKが判定される。

#### 『スクフェス2』におけるイベント
ミラクルコレクション
「1」のアイコンコレクションのリメイク版。課題曲をプレイしてポイントを稼ぐイベント。変更点として、難易度などではなくスコアによって獲得ポイントが変動するようになった。また、指定アイコンが廃止され、代わりに課題曲以外の楽曲をプレイし「ミラクルスター」を獲得することで課題曲がプレイできるようになっている。
イベントストーリーとして各メイングループのストーリーが展開される。
きょうりょくライブ
「1」のなかよしマッチのリメイク版。4人が同一楽曲・同一難易度をプレイしてポイントを稼ぐイベント。変更点として、楽曲ミッションや「みんなの目標」は廃止されたが、複数難易度を選択できるようになったほか、1日5回限定で選択難易度（NORMALを除く）以下の難易度に「おたすけ参加」する機能が追加された。ポイントは4人の合計スコアによって決定される。
ふり～ツア～
曲を自由に選んでポイントを稼ぎ、期限付きスキップチケット、期限付きLPキャンディ、メモリアルピースを集めていく。

### ストーリー
本作品オリジナルの物語が展開するアドベンチャーパート。μ'sやAqours、ニジガク、Liella!メンバーおよびテレビアニメから登場した人物はフルボイス仕様となっている。

#### 『スクフェス』におけるストーリー
メインストーリー
μ'sやAqoursのスクールアイドル活動の様子が描かれる。章単位で展開し、進行するためにはランクを上げる、課題をクリアする、特定の楽曲をクリアするといった条件を満たす必要がある。
サイドストーリー
各部員個人の物語が見られる。特別練習で覚醒した部員をライブに参加させ、絆が最大値になることで解禁される（一部解禁対象外の部員もいる）。読了するとラブカストーンを1つ入手できる。なお、転入生にもサイドストーリーが用意されているが、ボイスは収録されていない。
その他のストーリー
イベントストーリー、パーティカードのアナザーストーリー、課題達成によって獲得できるストーリーなどが閲覧できる。

#### 『スクフェス2』におけるストーリー
ストーリー
チュートリアルストーリーとイベント「ミラクルコレクション」に連動するストーリーが見られる。
スクールアイドルの日常
書き下ろしイラストにより各グループの日常の様子が描かれる。各グループのライブを規定回数クリアすることで解放される。このパートの閲覧中はスクリーンショットや録画を撮ることができないよう設定されている。
チャット
新聞部に所属しスクールアイドルを取材している主人公と各メンバーによる対話形式で描かれるパート。場合によっては主人公側の選択肢が現れることがある。文字・画像のみによる形式でボイスは搭載されていない。各メンバーとライブすることで得られる「キズナ」を集めることで解放されるほか、誕生日限定のチャットなども存在する。1対1でのチャットの他に各グループ全員とのグループチャットも存在する。

### 部員・練習
本作品では、デジタルカードで表現されたキャラクターのことを「部員」と呼称する。ステータスは以下の通り。
- レアリティ - N → R → SR → SSR → UR の順に希少度が高くなる。基本的に転入生はNで[注釈 14]、A-RISEはR、Saint SnowはR・SR・SSR、Sunny PassionはSR、μ's・Aqours・虹ヶ咲学園スクールアイドル同好会・Liella!はR以上となる[注釈 15]。
- 属性 - スマイル・ピュア・クールの3種があり、最も高い能力を表している。
- レベル - 経験値が一定に達すると上昇し、能力が向上する。レアリティが高いほどレベルの上限も上がる。
- 絆 - 部員カードごとにカウントされ、ライブの成功で上昇する。覚醒済みの状態で最大値になると、（一部のカードを除き）サイドストーリーが解禁される。「2」には存在しない[注釈 16]。
- 能力 - 体力・スマイル・ピュア・クールの4種があり、各部員の総和がユニットの能力となる。
- 特技 - 条件に応じてライブ中に発動するスキル。スコアアップ、体力回復、判定強化などといった効果がある。N部員は所持していない。
- センタースキル - 部員をユニットのセンターに配置したときに発動する、スコアアップ効果のあるスキル。効果はレアリティに依存し、N部員は所持していない。
- スクールアイドルスキル（SIスキル） - 部員に装備することでライブ時に効果を発揮する。効果は属性値の無条件上昇、判定強化発動中の属性値上昇、スコアアップ値の強化、体力回復をスコアアップに変換するものなど様々な種類がある。装備には各部員に備わるスロットを消費するが、そのスロット数はレアリティ・特別練習の有無などで異なるうえ、スキルの種類によっては複数のスロットが必要になるため、両者の都合上装備できるスキルには制約が生じる。ライブ♪アリーナ専用のSIスキルも存在し、通常のSIスキルとは別枠で設定可能である（スロット数は通常スクールアイドルスキルと同じ）。「2」には存在しない。

部員パートでは以下の行動ができる。
ユニット編成
9人の部員を集めて、ライブに参加するためのユニットを形成する。
練習
ベースとなる部員に素材となる部員を合成することで経験値を得る。ベースと素材の特技名が同じ場合、特技レベルの経験値が向上する。素材となったカードは消滅する。素材となった部員のレアリティがR以上なら、シールを獲得できる（ただし、特定日又は特定期間のログイン時に入手した部員を素材にした場合など、シールを獲得できないケースがある）。なお、ベースとなる部員と素材となる部員の属性が同じであれば獲得できる経験値は1.2倍になる。
特別練習
ベースとなる部員に同じ部員を合成することで「覚醒」させる。上記の練習と同様に素材となったカードは消滅するが、この場合レアリティを問わずシールを獲得できない。転部等によって入手したシールを指定枚数消費する事でも実行可能。覚醒は1度のみ可能で、以後はSIスキルスロット数が拡張される。スロット数がレアリティ別に設定されている上限に達するまで特別練習ができる。覚醒した部員はイラストが変化し、レベルと絆をより高く上げられるようになる。
特訓
覚醒済みUR部員のレベル上限を引き上げることができる。上限引き上げにはMAXアップジュエルが必要で、特待生勧誘のうち11連勧誘で入手できるほか、ライブ♪アリーナなどでも入手できる。
アクセサリー
アクセサリーに関する各種操作を行うことができる。
衣装
条件を満たした部員イラストを衣装として「着せ替え登録」や着せ替え登録した部員イラストを同一メンバーへ「着せ替え」を行うことができる。
部員リスト
現在所持している部員を確認することができる。
控え室
部員にいるメンバーを控え室に移動することができる。控え室に移動した部員はユニット編成や練習、特別練習が行えないなどの制約がある。
部員切替
パーティカードのメイン部員を切り替えることができる。切替を行うには対象の部員が絆MAXであることが必要で、パーティメダルとGを消費する。
転部
部員カードを手放し、代わりにGを得る。部員のレアリティがR以上なら、シールを獲得できる（ただし上記練習の場合と同様に、シールを獲得できないケースがある）。

### 勧誘
ライブ以外で部員を増やす方法。
「1」においては、主に友情ptを消費する一般生勧誘と、ラブカストーン（又は別途有償で入手したチケット類）を消費する特待生勧誘があった。その他、排出される部員が特定の法則で限定され、期間限定で実施されるものもあり、消費アイテムは上記の友情pt・ラブカストーンの他、補助チケット・各種勧誘チケット又はGを消費するものもあった。
「2」においては、友情pt及び一般生勧誘が廃止され、常設のものとしては特待生勧誘の代替となる通常勧誘及び毎日一回各種アイテムを無償で入手できるアイテム勧誘に変更されている。前作の補助チケットは『勧誘ポイント』（利用期限あり）に置き換わっている上、通常勧誘と期間限定で実施される勧誘でそれぞれ別カウントとなっており、それぞれ所定の交換所のみで利用可能となっている。いずれの場合も既に獲得済の部員を再度獲得する事は不可能であり、上記の部員勧誘時に重複が発生した場合、重複した部員の人数・レアリティに応じて育成アイテムのペンライトを獲得する事となる。なお前記の交換所においては、既に獲得済の部員の枠はペンライトに置き換えられる。

### シールショップ
「1」では（キャンペーンやシリアルで獲得した部員を除き）練習や転部などでレアリティがR以上の部員を手放した場合、レアリティに応じたシールを獲得できた。シールがある程度貯まれば、シールショップで過去のシリアルレア部員・UR部員（主に特待生勧誘の対象から外れたもの）・補助チケットなどと交換可能であった。なお原則的にUR部員は月ごとに入れ替わるが、メンバー誕生日に配信されたもの等に関しては交換期限が別途設定されていた。
「2」では、練習等のシステム変更により部員カードが消費される事は無くなり、シール及びシールショップが廃止されている。

## 登場人物

### μ's
『無印』の主人公グループである、東京・音ノ木坂学院のスクールアイドル。
高坂 穂乃果（こうさか ほのか）
声 - 新田恵海
『無印』の主人公で、μ'sの発起人。いつも笑顔で、行動力に満ちている。
絢瀬 絵里（あやせ えり）
声 - 南條愛乃
生徒会長。才色兼備のロシア系クォーター。
南 ことり（みなみ ことり）
声 - 内田彩
穂乃果の幼なじみ。おっとりした性格。
園田 海未（そのだ うみ）
声 - 三森すずこ
穂乃果の幼なじみ。文武両道の大和撫子。
星空 凛（ほしぞら りん）
声 - 飯田里穂
明るく活発で、体を動かすのが好きな少女。
西木野 真姫（にしきの まき）
声 - Pile
医者の娘で、歌やピアノが得意なお嬢様。
東條 希（とうじょう のぞみ）
声 - 楠田亜衣奈
生徒会副会長。関西弁でしゃべるスピリチュアル好きの少女。
小泉 花陽（こいずみ はなよ）
声 - 久保ユリカ
凛の幼なじみ。内気でおとなしいが、アイドルに憧れを抱いている。
矢澤 にこ（やざわ にこ）
声 - 徳井青空
「にっこにっこにー」を合言葉に、キャラ造りを欠かさないアイドル志望者。

### Aqours
『サンシャイン!!』の主人公グループである、静岡・浦の星女学院のスクールアイドル。
高海 千歌（たかみ ちか）
声 - 伊波杏樹
『サンシャイン!!』の主人公で、Aqoursの発起人。負けず嫌い。
桜内 梨子（さくらうち りこ）
声 - 逢田梨香子
音ノ木坂学院から転入してきた。インドア派。
松浦 果南（まつうら かなん）
声 - 諏訪ななか
どこかクールで、ダイビングが得意。
黒澤 ダイヤ（くろさわ ダイヤ）
声 - 小宮有紗
生徒会長で、ルビィの姉。完璧主義者。
渡辺 曜（わたなべ よう）
声 - 斉藤朱夏
千歌のクラスメイト。高飛込みの選手。
津島 善子（つしま よしこ）
声 - 小林愛香
自らを「堕天使ヨハネ」と称する中二病。
国木田 花丸（くにきだ はなまる）
声 - 高槻かなこ
地元で代々続く寺院の娘。読書好きな文学少女。
小原 鞠莉（おはら まり）
声 - 鈴木愛奈
イタリア系アメリカ人の父を持つ、明るくて活発なハーフ。
黒澤 ルビィ（くろさわ ルビィ）
声 - 降幡愛
ダイヤの妹で、花丸の親友。かなりの人見知り。

### 虹ヶ咲学園スクールアイドル同好会
『ニジガク』で登場する、お台場・虹ヶ咲学園のスクールアイドル。『ラブライブ! スクールアイドルフェスティバル ALL STARS』の主人公グループ。UR以外のカード（2022年9月末時点では、期間限定の勧誘又はメンバー誕生日のログイン特典に限りURカードを取得可能）と楽曲も収録されている。しずく、彼方、エマの3人は転入生としての彼女たちとは別人として設定されている。
『スクフェス2』からはμ's、Aqoursと同等のメインキャラクターとして扱われる。
上原 歩夢（うえはら あゆむ）
声 - 大西亜玖璃
高校2年生。テレビアニメ版『ニジガク』での主人公の一人。普通科に所属。
中須 かすみ（なかす かすみ）
声 - 相良茉優
高校1年生。普通科に所属。
桜坂 しずく（おうさか しずく）
声 - 前田佳織里
青藍高校からの転校生。高校1年生。国際交流学科に所属。
朝香 果林（あさか かりん）
声 - 久保田未夢
高校3年生。ライフデザイン学科に所属。
宮下 愛（みやした あい）
声 - 村上奈津実
高校2年生。情報処理学科に所属。ダジャレが得意。
近江 彼方（このえ かなた）
声 - 鬼頭明里
東雲学院からの転校生。高校3年生。ライフデザイン学科に所属。妹に遥がいる。
優木 せつ菜（ゆうき せつな）
声 - 楠木ともり（1）→林鼓子（2）
元生徒会長。高校2年生。普通科に所属。「中川菜々」というもう一つの顔を持つ。
エマ・ヴェルデ（Emma Verde）
声 - 指出毬亜
Y.G.国際学園からの転校生で、スイスからの留学生。高校3年生。国際交流学科に所属。
天王寺 璃奈（てんのうじ りな）
声 - 田中ちえ美
高校1年生。情報処理学科に所属。顔を表情に出すのが苦手で、「璃奈ちゃんボード」を使っている。
三船 栞子（みふね しおりこ）
声 - 小泉萌香
生徒会長。高校1年生。普通科に所属。2021年8月5日から開催された限定勧誘より登場。
ミア・テイラー（Mia Taylor）
声 - 内田秀
高校3年生。アメリカ・ニューヨークからの留学生。英語がとても得意なボクっ娘。2021年11月30日から開催の限定勧誘より登場。
鐘 嵐珠（ショウ ランジュ）
声 - 法元明菜
高校2年生。香港からの留学生。2022年2月9日から開催の限定勧誘より登場。

### Liella!
『スーパースター』で登場する、原宿・結ヶ丘女子高等学校のスクールアイドル。進級がある関係上、『ラブライブ! スクールアイドルフェスティバル ALL STARS』には登場しなかった。UR以外のカードも収録されている。2022年より楽曲が恒常で配信されている。
『スクフェス2』からはμ's、Aqoursと同等のメインキャラクターとして扱われる。3期生はキャストが発表された2023年6月11日時点において、ウィーン・マルガレーテがLiella!に加入する前に披露した楽曲のみ収録されていたが、12月15日にキャラクター及び3期生加入後の楽曲が実装された。

#### 1期生
澁谷 かのん（しぶや かのん）
声 - 伊達さゆり
『スーパースター!!』の主人公。ギターが得意である。
唐 可可（タン クゥクゥ）
声 - Liyuu
中国・上海からやってきた。Liella!の発起人。スクールアイドルが大好き。
嵐 千砂都（あらし ちさと）
声 - 岬なこ
「ういっすういっすういっすー！」を合言葉している努力家。かのんとは幼馴染。
平安名 すみれ（へあんな すみれ）
声 - ペイトン尚未
高飛車な性格で、「ギャラクシー！」が口癖。
葉月 恋（はづき れん）
声 - 青山なぎさ
結ヶ丘女子高等学校を設立した葉月花の娘のお嬢様。

#### 2期生
桜小路 きな子（さくらこうじ きなこ）
声 - 鈴原希実
スクールアイドルに憧れて北海道から上京してきた。語尾に「～っす」がつく。
米女 メイ（よねめ めい）
声 - 薮島朱音
ボーイッシュな性格で、四季とは幼馴染。
若菜 四季（わかな しき）
声 - 大熊和奏
クワガタムシ好きの発明家。
鬼塚 夏美（おにつか なつみ）
声 - 絵森彩
流行に敏感なLTuber。自らのことを「オニナッツ」と呼ぶ。妹に3期生の冬毬がいる。

#### 3期生
ウィーン・マルガレーテ（Wien Margarete）
声 - 結那
オーストリアからの留学生。中学生時代はLiella!のライバルとして立ちはだかったが、結ヶ丘女子高等学校の入学を機にLiella!に加入した。
鬼塚 冬毬（おにつか とまり）
声 - 坂倉花
常に効率的な行動を考える一方で、姉である夏美が大好きな一面もある。

### 転入生
音ノ木坂学院・浦の星女学院に転入してきたという設定の、本作品オリジナルのキャラクター。元の学校の制服を着用しており、また出身校が同じ生徒はステージ衣装も共通しているため、外見からグループ分けが可能である。
一部キャラクターはゲーム『ラブライブ! スクールアイドルフェスティバル ALL STARS』およびテレビアニメ『ラブライブ!虹ヶ咲学園スクールアイドル同好会』（以下、「アニガサキ」）にも登場し、さらに一部キャラクターは台詞ありで登場した。
前述の担当声優がキャスティングされているキャラクターも含めて基本的には音声は実装されていない。虹ヶ咲学園スクールアイドル同好会のメンバーとしてもシリーズに登場しているキャラクターについては、『ニジガク』設定のカードにのみ音声がついている。
『スクフェス2』には登場しない。

#### 青藍高校（せいらんこうこう）
文化系の部活が充実しているらしい。制服は、紺色のセーラー服に赤いスカーフを着用。アイドル衣装もセーラー服風で、青系の色を基調としている。
桜坂 しずく（おうさか しずく）
篠宮 あきる（しのみや あきる）
フィギュアスケート選手。「人を見る目には自信がある」と語る。
永山 みなみ（ながやま みなみ）
母親が経営する保育所を手伝っていることから「みんなのお姉ちゃん」を自称する。
杉崎 亜矢（すぎさき あや）
書道部所属。内気だが、作品だけでなく自分自身も見てもらうためにアイドル活動に参加した。
鳥居 歩美（とりい あゆみ）
お菓子作りが趣味で、「あんたのためじゃない」と言いつつクッキーを渡してくる。
九条 聖来（くじょう せいら）
バイオリン奏者。以前からスクールアイドルに興味があり、悠弓の助けで実際に参加することになった。
藤城 悠弓（ふじしろ ゆみ）
フルート奏者。聖来との付き合いでアイドル活動に参加している。
田中 さち子（たなか さちこ）
深淵の魔術師（ウィザード オフ ジ アビス）を自称する中二病の少女。
一之瀬 マリカ（いちのせ マリカ）
飽きっぽい性格で、スクールアイドルにもノリで志願した。

#### 千歳橋高校（ちとせばしこうこう）
制服は、緑色のブレザーに赤いリボンを着用。アイドル衣装は飲食店のウェイトレス風。
逢沢 遊宇（あいざわ ゆう）
無口な女の子。星を見るのが好き。
西村 文絵（にしむら ふみえ）
アニメ好きの女の子。スクールアイドルはスポ根アニメに通じるものがあると語る。
菊池 朱美（きくち あけみ）
写真好きで、スクールアイドルを撮影していたが、なぜか自身も舞台に上がってしまった。
須田 いるか（すだ いるか）
幼いころから水泳に打ち込んできた女の子。自分がアイドル活動に参加していることをよくわかっていない。
佐伯 麗音（さえき れいね）
ダンスが得意な自信家の女の子。
森嶋 ななか（もりしま ななか）
校内新聞の取材の一環でアイドル活動に参加している。
下園 咲（しもぞの さき）
明るく元気なチアリーダー。
多々良 るう（たたら るう）
引っ込み思案な女の子。少しは前向きになろうとアイドル活動に参加した。
白木 凪（しらき なぎ）
絵描きが得意なのんびり屋の女の子。

#### 東雲学院（しののめがくいん）
制服は、えんじ色のブレザーに黄色のネクタイを着用。アイドル衣装も黒と白のブレザー服風で、ピンクのネクタイを着用する。テレビアニメ『ラブライブ!虹ヶ咲学園スクールアイドル同好会』第1期第7・9話にも登場。
宮下 ココ（みやした ココ）
ツインテールの少女。少しでも人のためになりたいという奉仕精神からスクールアイドルになった。
結城 紗菜（ゆうき さな）
気位の高い女の子。「頼まれたから仕方なく」という体裁でアイドル活動に参加している。
クリスティーナ (Christina)
イタリアのトレント出身の修道女。アイドル活動を通じて人々に癒しを与えることも聖職者の使命と考えている。
御堂 優理（みどう ゆり）
ぶっきらぼうな女の子。ひらひらした衣装は好みではないが、ココとの付き合いで仕方なくスクールアイドルとなった。
神谷 理華（かみや りか）
スクールアイドルが人心を盛り上げる作用を研究対象とする科学者。
近江 彼方（このえ かなた）
近江 遥（このえ はるか）
彼方の妹。学級委員を務めており、変人ぞろいのスクールアイドルを仕切ろうと志してはいるが、くじけつつある。
支倉 かさね（はせくら かさね）
衣装作りが好きだが、服を着る側になるという新境地開拓のためにスクールアイドルとなった。
2014年5月15日発表の転入生総選挙で第1位となった。
吉川 瑞希（きっかわ みずき）
バスケットボール選手。バスケがうまくなると聞かされてスクールアイドルを始めたが、後であまり関係ないことに気づいた。

#### 藤黄学園（とうおうがくえん）
上流社会風の趣味を持つ子が集まっている。アイドル衣装は黄色を基調としており、帽子を着用する。テレビアニメ『ラブライブ!虹ヶ咲学園スクールアイドル同好会』第1期第8・9話にも登場。
黒崎 隼（くろさき しゅん）
馬好きの女の子。愛馬の名前は「太郎」。
門田 剣（かどた つるぎ）
常に竹刀を携行している。無理矢理アイドル活動に引き込まれた。実家は神社。
設楽 ふみ（したら ふみ）
ビン底眼鏡をかけた女の子。カメレオンの「ギョロちゃん」を連れており、時おり会話ごっこをしている。
桐原 優香（きりはら ゆうか）
放送部所属で、お昼の校内放送を担当している。
斉木 風（さいき ふう）
走ることが好きな女の子。
紫藤 美咲（しどう みさき）
ビリヤード好きの女の子。
綾小路 姫乃（あやのこうじ ひめの）
華道部との掛け持ちでアイドル活動をしている。写真撮影が好き。
白瀬 小雪（しらせ こゆき）
通称「雪」または「白雪」。バレエダンサーで、涼とともにアイドル活動に参加した。
相川 涼（あいかわ りょう）
舞台俳優。「ステージに立つために生まれた人間」を自称し、演劇のみならずスクールアイドルの世界にも進出する。

#### 紫苑女学院（しおんじょがくいん）
多彩で自由な趣味を持つ子が集まっている。テレビアニメ『ラブライブ！虹ヶ咲学園スクールアイドル同好会』第2期にも登場し、三船薫子が同校卒だったことが明かされている。
坂巻 千鶴子（さかまき ちづこ）
風紀委員の1人。豊満な肉体の持ち主。「風紀は愛によって守られるべき」が持論で、出会い頭に生徒を抱きしめて回っている。
志賀 仁美（しが ひとみ）
風紀委員の1人。通称「ジン」または「番長」。「風紀は力によって守られるべき」が持論で、出会い頭に生徒に殴りかかって回っている。
福原 命（ふくはら みこと）
風紀委員の1人。子供のような見た目をしている。同じ委員の千鶴子と仁美が率先して風紀を乱しているため、頭を痛めている。
鬼崎 アキラ（きざき アキラ）
自転車屋の娘。
月島 結架（つきしま ゆか）
世界的ダンサーを目指し、各種のストリートダンスの練習をしている。
兵藤 さゆり（ひょうどう さゆり）
第123歩兵部隊の軍曹を自称する、サバイバルゲーム好きの女の子。
黒羽 咲良（くろばね さくら）
ドール好きの女の子。スクールアイドルになったのも、ドールに言われたからと語る。
黒羽 咲夜（くろばね さくや）
咲良の姉。中二病気質で、謎の「機関」と戦っていると述べる。
高天原 睦月（たかまがはら むつき）
一人称は「吾輩」。謎の「高天原研究所」でせんべいを作ったりしており、今はスクールアイドルに秘められた可能性に目をつけている。

#### Y.G.国際学園（ワイ・ジーこくさいがくえん）
世界各国から留学生が集まるインターナショナルスクール。アイドル衣装はサイバー風のデザイン。テレビアニメ『ラブライブ!虹ヶ咲学園スクールアイドル同好会』第2期にも登場。
蘭花（ランファ）
アルヨことばで話す女の子。
ラクシャータ (Rakshata)
インド出身。日本の甘口カレーが好き。
レベッカ (Rebecca)
通称「ベッキー」。三十三間堂の写真に魅せられ、ZENの心を会得するために来日した。
イザベラ (Isabella)
堅い口調でしゃべる女の子。軍服のような装束を着ている。
エマ・ヴェルデ (Emma Verde)
当初は「エマ」と苗字はなかったが、虹ヶ咲学園への転入および虹ヶ咲学園スクールアイドル同好会の加入に伴い「ヴェルデ」の苗字を与えられた。
ジェニファー (Jennifer)
好きな言葉は「正義」。さまざまな国から集まった生徒たちが一丸となって取り組めるものとして、スクールアイドルを捉えている。
マリア (Maria)
フラメンコ部を作ろうとしたが、ジェニファーに捕まってアイドル活動に参加することになった。
レオ (Leo)
森の中で暮らしていた野生児。孤独に耐えかねて外の世界に出てきた。自動車のことを敵だと思っている。
早乙女 紫（さおとめ ゆかり）
国際色豊かな生徒たちに手を焼きつつ、歌の力で皆の心をまとめようとしている。

### その他のプレイアブルキャラクター
スクフェス（前作）において、期間限定勧誘やシール交換、ログインボーナスなど特殊な方法でのみカードを入手可能なキャラクター。スクフェス2のリリース時点においては、楽曲のみ収録されている。

#### A-RISE
『無印』で登場する、東京・UTX学院のスクールアイドル。カードはRのみ。楽曲も収録されていた。
綺羅 ツバサ（きら つばさ）
声 - 桜川めぐ
A-RISEのリーダー。おでこが特徴的。
統堂 英玲奈（とうどう えれな）
声 - 松永真穂
大人っぽい雰囲気を持つ。
優木 あんじゅ（ゆうき あんじゅ）
声 - 大橋歩夕
分厚いぱっつん前髪に巻き髪の姫ギャル系。

#### Saint Snow
『サンシャイン!!』で登場する、北海道・函館聖泉女子高等学院のスクールアイドル。UR以外のカードと楽曲も収録されていた。
鹿角 聖良（かづの せいら）
声 - 田野アサミ
鹿角姉妹の姉。
鹿角 理亞（かづの りあ）
声 - 佐藤日向
鹿角姉妹の妹。

### 練習相手
広義では部員として扱われるが、ライブには参加させられないキャラクター。主に練習時の素材にする役割を持つ。転部をすると大量のGを得られる。いずれもテレビアニメ版に準拠した設定。
なお、『スクフェス2』においては部員の練習等の方式が『育成アイテム（レッスンノート）利用』に変更された関係上登場しない。

#### 『無印』（練習）
アルパカ（白）
音ノ木坂学院で飼育されている動物。こちらは白いオスのアルパカ。属性はスマイルでレアリティはR。練習に使うと通常は2,000の経験値を得られるが、同じ属性に使うと2,400の経験値を得ることができる。転部すると30,000Gを得ることができる。
アルパカ（学園祭）
アニメ1期11話に登場していたおめかししたアルパカ。レアリティはSR。練習に使うとどの属性でも12,000の経験値を得られる。転部すると150,000Gを得られる。

#### 『サンシャイン!!』（練習）
うちっちー
伊豆・三津シーパラダイスのマスコットキャラクター。属性はクールでレアリティはR。素材にした場合の経験値や、転部で得られるGはアルパカ（白）と同じ。
しいたけ
『サンシャイン!!』に登場する千歌が飼っている犬。属性はピュアでレアリティはR。素材にした場合の経験値や、転部で得られるGはアルパカ（白）と同じ。
しいたけ（サイリウム装着）
『サンシャイン!!』アニメ1期および2期の最終話にて、ライブで頭にサイリウムを装着したしいたけ。レアリティはSR。素材にした場合の経験値や、転部で得られるGはアルパカ（学園祭）と同じ。
うちっちー（法被）
伊豆・三津シーパラダイスコラボの一環で法被を着たうちっちー。レアリティはSR。素材にした場合の経験値や、転部で得られるGはアルパカ（学園祭）と同じ。
わたあめ
『サンシャイン!!』に登場する菓子店「松月」の看板犬。属性はスマイルでレアリティはN。練習に使うと通常は400の経験値を得られるが、同じ属性に使うと480経験値を得られ、転部すると6,000Gを得られる。

#### 本作オリジナル（練習）
深山 聡子（みやま さとこ）
スタイルのよい女性教師。属性はスマイルでレアリティはR。練習に使うと通常は5,000の経験値を得られるが、同じ属性に使うと6,000の経験値を得られる。転部すると2,000Gを得ることができる。
山内 奈々子（やまうち ななこ）
眼鏡をかけた女性教師。属性はピュアでレアリティはR。素材にした場合の経験値や、転部で得られるGは聡子と同じ。
笹原 京子（ささはら きょうこ）
スレンダーな女性教師。属性はクールでレアリティはR。素材にした場合の経験値や、転部で得られるGは聡子と同じ。

### 特技アップサポートメンバー
広義では部員として扱われるが、ライブには参加させられないキャラクター。練習時の素材に選択すると、特技レベルが上がる。いずれもテレビアニメ版に準拠した設定。ストーリーにも登場するメンバーには★を付記する。
なお、『スクフェス2』においては（前記の練習相手と同様）部員の練習等の方式が『育成アイテム（スキルブック）利用』に変更された関係上登場しない。

#### 『無印』（サポート）
穂乃果の母★
穂乃果の母親。
ことりの母
ことりの母親で、μ'sのメンバー達が通う音ノ木坂学院の理事長。
真姫の母
真姫の母親。
にこの母
にこの母親。
ヒデコ、フミコ、ミカ★
穂乃果の同級生である友人達。
山田 博子（やまだ ひろこ）
音ノ木坂学院の教師。テレビアニメ版では「先生」とクレジット表記されていたが、本作品で名前が明らかになった。
矢澤 こころ（やざわ - ）★
にこの妹で、矢澤家の次女。
矢澤 ここあ（やざわ - ）★
にこの妹で、矢澤家の三女。
矢澤 虎太郎（やざわ こたろう）★
にこの弟で、矢澤家の末っ子（長男）。のんびりとした性格で口数が少ない。
アルパカ（茶）
学院で飼育されている動物。こちらは茶色いメスのアルパカ。ログインボーナスで配布されている。
絢瀬 亜里沙（あやせ ありさ）
絵里の妹。姉とは違い、率直で純真。本作では中学生のままで登場。
2020年10月31日からスタートしたライブ♪アリーナより、SSRの特技アップサポートメンバーとして登場。

#### 『サンシャイン!!』（サポート）
高海 志満（たかみ しま）
高海家の長女。おっとりした性格。
高海 美渡（たかみ みと）
高海家の次女。短気な性格で、千歌をからかったり、トラブルを起こした際にはよく注意をする。
千歌の母
千歌の母親。
梨子の母
梨子の母親。
佐藤 洋子（さとう ようこ）
浦の星女学院の教師。
よしみ、いつき、むつ
千歌の同級生である友人達。
渡辺 月（わたなべ つき）
『サンシャイン!!』の劇場版で登場した曜の従妹。2020年10月31日からスタートしたライブ♪アリーナより、SSRの特技アップサポートメンバーとして登場。

#### 『虹ヶ咲』（サポート）
夏川 マイ（なつかわ マイ）
『スクスタ』で登場した写真館の看板娘。ある事情でスクールアイドルを引退、エマに「哀温ノ詩」を歌わせることを認める。

#### 『スーパースター!!』（サポート）
七草 ナナミ（ななくさ ななみ）、ヤエ、ココノ
かのんの同級生である友人達。実装当初は「ななみ」「やえ」「ここの」とひらがな表記だったが、2022年9月15日のアップデートでカタカナ表記に改められた。
澁谷 ありあ（しぶや ありあ）
かのんの妹。
理事長
結ヶ丘女子高等学校の理事長。葉月花（恋の母親）と同級生。
サヤ
恋の実家で働いているメイド。

### その他の人物
ストーリーのみの登場で、カードは存在していない。
高坂 雪穂（こうさか ゆきほ）
『無印』で登場した穂乃果の妹。姉とは違い、現実的なしっかり者。亜里沙と同じく、本作では中学生のまま。
高咲 侑（たかさき ゆう）
声 - 矢野妃菜喜
『スクフェス2』にのみ登場。
テレビアニメ版『ニジガク』における主人公の一人で、歩夢の幼馴染。スクールアイドルが大好き。

## アーケード版
『ラブライブ！スクールアイドルフェスティバル ～after school ACTIVITY～』のタイトルで、ゲームセンター等でプレイ可能なアーケード版。スクウェア・エニックス・ホールディングスの子会社であるタイトーが運営するNESiCAに対応する。NESiCA対応の音楽ゲームはグルーヴコースター（タイトー）、シアトリズムFFACに続き3作品目となる。システム基板はTaito Type X4。筐体は、ゲームをプレイできる「サテライト」とカードが排出される「センター」の2種類に大別される。
アーケード版独自の要素として、3人協力プレイやプロフィールカードを使用したプレイヤー間の交流、アニメや現実の声優ライブでダンスが披露されていない楽曲を含めた、Taito Type X4を生かしたフルCGのダンス映像がある。
2018年12月6日から2021年10月1日まで、Aqoursの楽曲および新要素を追加した最新作『ラブライブ！スクールアイドルフェスティバル ～after school ACTIVITY～ Next Stage』が稼働。おおまかなゲームの流れは従来と変わらず、プレイヤーレベル・メンバーエールランク・活動記録・所持カード等も引き継がれるが、μ'sモードとAqoursモードで完全に分離となっていた。
2019年9月5日に「Saint Snowモード」が実装された。こちらも前述の2組同様に分離されているが、取得したステージや「おでかけ♪スクールアイドル」で解放した旅のしおり等、一部Aqoursモードと共有している部分が存在した。
また、アーケード版をベースに『ラブライブ！スクールアイドルフェスティバル ～after school ACTIVITY～ わいわい！Home Meeting!!』として2021年3月24日よりPlayStation 4のダウンロード専売を販売している。

### 歴史（アーケード版）
2015年11月27日、制作が発表された。
2016年2月18日、タイトルと、スクウェア・エニックスとの共同開発となることが発表。3月に先行体験会、5月13日から29日および8月19日から28日にロケテストが行われ、12月6日に正式稼働となった。
2017年10月20日の「ラブライブ！サンシャイン!! Aqours浦の星女学院生放送」で、Aqoursの追加が発表。2017年12月6日から2018年1月8日まで、Aqoursの先行体験版を期間限定で実装した。
2018年4月14日に行われた「スクフェスシリーズ5周年特番！～みんなでシャンシャン♪スクフェスTV～」にて『Next Stage』の稼働予定が発表。6月22日から24日および29日から7月1日まで『Next Stage』のロケテストが行われた。11月18日に行われた『Aqours 4th LoveLive! ～Sailing to the Sunshine～ day.2』において『Next Stage』の稼動が2018年12月6日となる事が発表された（同ライブの物販では販売されたグッズと同デザインのTシャツを着たAqoursメンバーをゲームにて使用可能となるシリアルコードも配布された）。予定通りの期日に『Next Stage』は稼動開始したが、キャラクターの服が表示されない不具合が生じ、翌7日までの稼働停止を余儀なくされた。
2019年5月30日に行われた「ラブライブ！スペシャル生放送 ラブライブ！シリーズ9周年発表会」にてSaint Snowの鹿角聖良・鹿角理亞の参加決定が発表された。μ's・Aqours以外の所謂主役のスクールアイドル以外の参加はこれが初であり、2019年9月5日に正式に実装された。
2021年10月1日にネットワークサービスおよびカスタマイズサイトサービス終了。

### ライブ（アーケード版）
サテライト筐体のメインモードとなるリズムゲームパート。1人プレイは2曲、協力プレイは3曲プレイ可能。
アプリ版と違い体力ゲージがない為、ゲームオーバーとなることはない。GOOD以下の判定を一度も出さなかった場合はFULLCOMBOとなり、全てPERFECTの判定を出せばALLPERFECTとなる。また星型のマークの入ったフィナーレリズムアイコンが有り、全て取得することで楽曲のフィナーレモードに突入する。
協力ライブは他プレイヤーと共にライブをプレイすることが可能。発動されるスキルなどはプレイヤー全員で共有する為、1人プレイ時よりも高いスコアを獲得することが出来る。
アプリ版と違い、各楽曲に属性は存在しない。<プレイできる楽曲はライブ回数をこなす事で楽曲が解禁される。またこれとは別に月に新曲が1～2曲配信（2019年6月現在）されている。誰でもプレイすることの出来る通常楽曲の他にNESiCAを使用した上で条件を満たしてプレイできるEXTRA楽曲の2種類が存在する。また2018年1月～2018年11月にかけて、μ'sメンバーの誕生日当日にソロ曲（デュオトリオシングル収録曲）が追加された。2020年1月～からは、Aqoursメンバーの誕生日当日にソロ曲が追加されている。

### イベント（アーケード版）
ゲームでは通常のプレイと並行してイベントが開催されている。開催されるイベントは、2020年時点では以下の3通り。
バースデーイベント
μ'sでは2017年1月に小泉花陽を、Aqoursでは2018年12月に黒澤ダイヤを対象とした初回が開催された。
無印時代では対象キャラクターを選択し課題曲を一定回数プレイすることで、限定スキルを手に入れることが出来た。
Next Stageでは「おでかけ♪スクールアイドル」で特別なマップが出現し、特定のマスに到達することで限定スキルやバッジを、ゴールする事でプロフィールカードフレームやネームプレートを手に入れることが出来る。2019年12月からは限定スキルが廃止された代わりにメンバーのMRが手に入る様になった。ゴールする度にバッジの他にMR、プロフィールカードフレーム、ネームプレートのいずれかが入手でき、マップを3周する事で全ての報酬を獲得する事が出来る。
主にメンバーの誕生日当日1週間前から2週間の期間、開催している。また、イベント期間中は筐体に告知画面が表示されているが誕生日当日はこれが特別な物となっている。
また、メンバーの誕生日から1週間限定で1度だけ該当のメンバーのみが出現し、さらに現在排出されている衣装の中から「HRの好きな衣装」を1つ選んで封入できる特別なガチャを引くことが出来る。
スキルカードイベント
2017年2月に初回が開催された。ゲームで課題曲をプレイして特定のポイントを貯めることで、限定スキルを手に入れることが出来る。
Next Stageにおいては2020年現在開催されていない。
スコアランキングバトル
2017年2月に初回が開催された。対象楽曲をプレイすることでスコアランキングにエントリーすることが出来る。
イベント期間終了後に集計されたランキングによって特別な称号が付与される。Next Stageにおいては2020年現在開催されていない。

MRマップイベント
2019年4月に初回が開催された。
「おでかけ♪スクールアイドル」で特別なマップが出現し、ゴールする事で描き下ろしMRカードとネームプレートとバッジを手に入れることが出来る。
Step Up! プラチナガチャチケットGetキャンペーン
2019年7月に初回が開催された。
ノルマのクリアやカード印刷などを行い、ポイントを貯めてレッスンガチャチケットを獲得する。
シルバー→ゴールド→プラチナとステップが上がり、最終段階のプラチナでは好きなメンバーのHRが確定する。
スタンプカード
9クレジット消費すればランダムでHRを獲得することができる。
新衣装が実装された場合は、初回に限り新衣装のHRが確定する。

### エールランク・Aqoursエールランク
各メンバーで、そのメンバーに関わる行動をとることによってエールポイントが得られ、メンバー毎に「エールランク」が上昇していくシステム。エールランクは「エンブレム」としてゲーム中の画面やプロフィールカード等に表示される。また、エールランクを上昇させる事でプロフィールカードフレームやメンバーカード、エールガシャチケット等を獲得する事が出来る。エールランクは、メンバーを選択してライブを行ったりカードの印刷を行うことによってポイントを獲得し、そのポイントが規定値に達するごとに上昇していく。

### おでかけ♪スクールアイドル
『Next Stage』より実装された新機能、リズムゲーム終了後にサイコロを振って各地を探索する。マスに停まることで報酬を獲得する事が出来、メンバー同士の会話も楽しむ事が出来る。また、旅のしおり上で他のメンバーと出会うとツーショットを撮ることが出来る。

### 携帯サイト『カスタマイズサイト』
いわゆる公式サイト。各種スマートフォンに対応している。スクエニIDを取得することで登録できる。

## 漫画

### てん☆ふぇす
2016年10月1日からスクフェス内にて連載スタート。作画は藤丸。全54話。毎週金曜日に1話ずつ更新されていた。転入生54人を毎回一人ずつフィーチャーする4コマ漫画。初期はセリフがないサイレント形式だったが、中盤からはセリフのある通常の4コマ漫画になった。
その後、スクスタ公式サイトにて続編の「すごい てん☆ふぇす」が連載された。

### 1コマ漫画
スクフェスTwitter公式アカウントおよびスクフェス公式サイトにて、2018年5月26日から連載。作画は石田彩。スクフェス組の日常を描く4コマ漫画だが、毎回1コマずつ公開され、およそ1か月で全編公開という形式をとっている。

## スクフェス感謝祭
- スクフェス感謝祭は2015年から毎年行われている、ラブライブ!スクールアイドルフェスティバルの大型イベント。
- ミニ感謝祭が行われることもある。
- 場所はインテックス大阪、サンシャインシティ、東京ビッグサイトなど。
- 物販ブースと展示ブースに分かれている。
- 人気声優が登場することもある[要出典]。
- 2015年7月、2016年11月、2017年8月、2018年5月、7月、8月にスクフェス感謝祭が行われ、2017年4月、2018年11月にミニ感謝祭が行われた。
- ラブライブ!シリーズ発表会も声優達によって行われている。